# الاتحاد الوطني
الاتحاد الوطني (بالفرنسية: Union nationale )‏ هو حزب سياسي كندي، أسس في 1935، وحل في 1989.

## أعضاء بارزون
- كود سباركل
- تحديث القائمة

- Maurice Duplessis
- دانييل جونسون (سياسي)
- جان جاك برتراند
- Paul Sauvé
- Antonio Barrette
- أنطونيو تالبوت
- Gabriel Loubier
- كليمنت فنسنت
- مارتن فيشر
- ألفونس دس رايموند